# Kalliosaari (ö i Mellersta Finland, Äänekoski, lat 62,62, long 25,79)
Kalliosaari är en ö i Finland. Den ligger i sjön Sumiainen och i kommunen Äänekoski i den ekonomiska regionen  Äänekoski ekonomiska region  och landskapet Mellersta Finland, i den centrala delen av landet, 280 km norr om huvudstaden Helsingfors. Öns area är 0,1 hektar och dess största längd är 80 meter i nord-sydlig riktning.